# Олексієнко Сергій Олександрович
Сергій Олександрович Олексієнко (4 жовтня 1987, Фастів — 1 березня 2022, Васильків) — майор Збройних сил України, відзначився у ході російського вторгнення в Україну.

## Життєпис
Народився 4 жовтня 1987 року в місті Фастові на Київщині. Закінчив Військовий інститут Київського національного університету імені Тараса Шевченка (військовий психолог). Розпочав військову службу у Василькові молодшим лейтенантом. У 2015—2016 роках брав участь в антитерористичній операції на сході України, в районі Мар'їнки Донецької області. На початку 2022 року — майор, заступник командира батальйону з морально-психологічного забезпечення. Загинув 1 березня 2022 року під час боїв за Васильків. Похований 2 березня у Фастові, на Інтернаціональному кладовищі.

## Родина
Дружина — Анна (з 2009), дочки: Марія (2011) та Олександра (2018). Мати — Ольга Анатоліївна, батько — Олександр Миколайович.

## Вшанування
У жовтні 2022 року вулицю Ватутіна у Фастові перейменували на вулицю Сергія Олексієнка.

## Нагороди
- орден «За мужність» III ступеня (2022, посмертно) — за особисту мужність і самовіддані дії, виявлені у захисті державного суверенітету та територіальної цілісності України, вірність військовій присязі[3][4].